# Belmont (Lancashire)
Belmont – wieś w Anglii, w hrabstwie ceremonialnym Lancashire, w dystrykcie (unitary authority) Blackburn with Darwen. Leży 26 km na północny zachód od miasta Manchester i 286 km na północny zachód od Londynu.